# Sheltered (игра)
Sheltered — компьютерная игра в жанре постапокалиптический симулятор выживания, разработанная компанией Unicube. Team17 опубликовала игру 17 марта 2016 года для Linux, Windows, macOS, PlayStation 4, Xbox One, Android, iOS и Nintendo Switch. Игрок управляет семьёй, которая переживает ядерную войну, укрывшись в подземном убежище. По мере того как их ресурсы расходуются, семья должна выискивать новые над землей.

## Игровой процесс
Семья переживает ядерную войну, укрывшись в подземном убежище. Игрок должен управлять семьёй, чтобы пережить различные угрозы, такие как голод, радиационное отравление и обезвоживание.

## Разработка
После успешной кампании по финансированию на Kickstarter, когда поставленная цель в сбор 15 000 £, Team17 объявила, что создаст и опубликует игру. Она была выпущена 15 марта 2016 года.

## Оценки
| Сводный рейтинг | Сводный рейтинг | Сводный рейтинг |
| Издание         | Оценка          | Оценка          |
| Издание         | PS4             | Xbox            |
| --------------- | --------------- | --------------- |
| GameRankings    | 70,50 %         | N/A             |
| Metacritic      | 62/100          | 70/100          |

На Metacritic версия для Windows имеет общий балл 62/100, 69/100 на Xbox One, и 70/100 на PlayStation 4. Сэм Лавридж Digital Spy упомянул Sheltered, как «Xbox Live Game of the Week» и оценил игру на 5/5 звезд, сравнивая его с This War of Mine. Рассматривая версию Windows для Eurogamer, Кассандра Хоу написала: «Sheltered — интересная попытка симулировать жизнь постядерной семьи, но игра не соответствует её потенциалу». Также, рассматривая версию для Windows, Кайл ЛеКлэр из Hardcore Gamer оценил её на 3,5 / 5 звезд и назвал её «веселой и сложной игрой», которая, тем не менее, не выделяется среди других симуляторов выживания.